# ماريون جولييت ميتشيل
ماريون جولييت ميتشيل (بالإنجليزية: Marion Juliet Mitchell)‏ هي كاتِبة وشاعرة أمريكية، ولدت في 4 سبتمبر 1836 في بوفالو في الولايات المتحدة، وتوفيت في 30 يناير 1917 في جينسفيل في الولايات المتحدة.